# Кравчук, Андрей Юрьевич
Андре́й Ю́рьевич Кравчу́к (род. 13 апреля 1962, Ленинград) — российский кинорежиссёр и сценарист, актёр. Член Гильдии кинорежиссёров, академик Российской академии кинематографических искусств «Ника».

## Биография
Родился 13 апреля 1962 года в городе Ленинграде. В 1984 году с отличием окончил математико-механический факультет Ленинградского государственного университета, учился в аспирантуре, готовился к защите кандидатской диссертации.
Однако, наука была без сожаления заброшена после знакомства с Алексеем Германом, который предложил Андрею Юрьевичу поработать ассистентом режиссёра в фильме Ефима Грибова «Мы едем в Америку». После завершения съёмок Кравчук поступил в Санкт-Петербургский университет кино и телевидения (мастерская Семёна Арановича), по окончании которого был зачислен в штат студии «Ленфильм».
Начинал как автор короткометражных и документальных фильмов, сценарии к которым писал в основном сам. Впоследствии, вспоминая об этом периоде, Кравчук говорил, что опыт работы в документалистике был для него полезен: «В ней есть возможность из окружающей жизни создавать художественный образ». Когда в начале 2000-х годов в честь 85-летия «Ленфильма» началось создание цикла «Кинорежиссёр: профессия и судьба», ученик в память о своём учителе снял 38-минутную ленту «Семён Аранович. Последний кадр».
В этот же период Андрей Юрьевич работал режиссёром в сериалах «Улицы разбитых фонарей», «Агент национальной безопасности», «Чёрный ворон».
Новый этап в кинобиографии Кравчука начался в 2005 году, когда он представил на суд зрителей художественный фильм «Итальянец», вызвавший определённый резонанс среди коллег по цеху и выдвинутый на премию «Оскар» в номинации «Лучший зарубежный фильм». Затем на экранах появилась очередная картина режиссёра — «Адмиралъ», вошедшая в пятёрку самых кассовых лент современного российского кинематографа.
С 2013 года режиссёр работал над исторической сагой «Викинг», рассказывающей о деяниях князя Владимира Святославича. Выход картины состоялся в декабре 2016 года.

### Личная жизнь
Женат на Елизавете Кравчук, она фарфорист. Дети: Никита и Фёдор.

## «Итальянец»
Лента, рассказывающая о судьбе мальчика, который стремится найти свою биологическую мать, была в целом тепло встречена кинокритиками. Так, в рецензии журнала «Искусство кино» отмечается, что «фильм никоим образом не закашивает ни в сторону того, что вот, мол, герой отказался от сладкой жизни из-за любви к родной земле; ни в сторону архаики, зова крови, почвы и судьбы. <…> Он совсем не об этом. Он о базовых ценностях».
На страницах журнала «Сеанс» Дмитрий Савельев особо выделяет «традицию спокойной повествовательности», в которой работает Кравчук.

Основные дискуссии развернулись в связи с идеологическими посылами. К примеру, киновед Михаил Трофименков увидел в фильме «слёзовыжималку, выполняющую соцзаказ: все на борьбу с усыновлением русских детей за границу». О том же самом говорит режиссёру корреспондент интернет-издания Media International Group: «Некоторые депутаты Госдумы требуют жёстко ограничить возможности усыновления за рубеж. Похоже, что ваша картина объективно, хотите вы этого или нет, поддерживает эту охранительную тенденцию. Ваня Солнцев предпочел апельсинам Италии покосившиеся заборы России».

Вообще эта дискуссия касается нашего фильма лишь боком. Ваня не стремится жить в России. Он стремится спасти свою мать. Наш фильм — это одиссея мальчика, базовый миф о возвращении блудного сына. — режиссёр Андрей Кравчук

## «Адмиралъ»
Фильм, занявший второе место в кинопрокате России 2008 года, вызвал большое количество откликов в СМИ. Противники картины ставили ей в упрёк «поверхностность», которую не может компенсировать даже харизматичность Хабенского, а также исторические неточности.
Сторонники «Адмирала» приводили в ответ доводы о том, что «это фильм даже не о Колчаке — это фильм о том, как любой, даже плохой порядок в России лучше, чем его разрушение».
Сам Кравчук отвечал оппонентам, что он и его команда не пыталась исследовать Гражданскую войну: «Мы лишь показывали людей в определённых исторических обстоятельствах. Красные у нас не плохие, а белые — не хорошие. Наш фильм не о борьбе добрых со злыми. Главное — это судьбы, испытания, которым подвергаются человеческие чувства, когда всё вокруг рушится».

## Фильмография

### Художественные фильмы
- 2000 — «Рождественская мистерия» (совместно с Юрием Фетингом)
- 2005 — «Итальянец»
- 2008 — «Адмиралъ»
- 2016 — «Викинг»
- 2019 — «Союз спасения»
- 2022 — «Однажды в пустыне»
- 2022 — «Пётр I: Последний царь и первый император»[14]
- 2023 — «Императрицы»
- 2026 — «Рождение империи (в производстве)

### Телесериалы
- 1998 — 1999 — «Улицы разбитых фонарей 2» (совместно с Юрием Фетингом)
- 2001 — «Агент национальной безопасности-3» (36-я серия «Сутенёр»)
- 2001 — «Чёрный ворон» (совместно с Игорем Москвитиным, и Борисом Горловым)
- 2004 — «Господа офицеры» (мини-сериал)
- 2009 — «Адмиралъ»

### Короткометражные фильмы
- 1992 — «Индонезия — любовь моя» (совместно с Юрием Фетингом)
- 1993 — «Отблески и тени»
- 1996 — «Вечер и утро»

### Документальные фильмы
- 1994 — «Дети в стране реформ»
- 1998 — «Таможня»
- 1999 — «Марлен Шпиндлер»
- 2002 — «Семён Аранович. Последний кадр» (из цикла «Кинорежиссёр: профессия и судьба»)
- 2002 — «Илья Авербах. Последняя точка» (из серии «Кинорежиссёр: профессия и судьба»)

### Сценарист
- 1993 — «Отблески и тени» (короткометражный)
- 1994 — «Дети в стране реформ» (документальный)
- 1996 — «Вечер и утро» (короткометражный)
- 1998 — «Таможня» (документальный)
- 1999 — «Марлен Шпиндлер» (документальный)
- 1998 — 1999 — «Улицы разбитых фонарей 2» (серии «Дело чести», совместно с Юрием Фетингом), «Заказчик» (совместно с Юрием Фетингом, А. Детковым), «Отпуск для героев» (совместно с Юрием Фетингом, при участии Игоря Москвитина)
- 2000 — «Рождественская мистерия» (совместно с Юрием Фетингом)
- 2005 — «Мифы моего детства» (совместно с Юрием Фетингом)

### Актёр
2001—2004 — Чёрный ворон — эпизод

## Награды и фестивали

#### Фильм «Мифы моего детства»
- Конкурс профессиональных премий киностудии «Ленфильм» «Медный всадник» (2005) — премия «Лучший сценарий»

#### Фильм «Итальянец»
- Кинофестиваль «Амурская осень» в Благовещенске (2005) — главный приз имени Валерия Приёмыхова
- Кинофестиваль «Московская премьера» (2005) — Гран-при
- Кинофестиваль «Окно в Европу» в Выборге (2005) — приз «Серебряная ладья» актёрскому ансамблю фильма в конкурсе игрового кино
- Конкурс профессиональных премий киностудии «Ленфильм» «Медный всадник» (2005) — премия «Открытие года»
- Международный кинофестиваль в Берлине (2005) — Гран-при детского конкурса в номинации «Лучший игровой фильм»
- Премия «Оскар» (2005) — включение в категорию «Лучший иностранный фильм»
- Международный кинофестиваль в Зельбе (2005) — приз за лучший художественный фильм
- Международный кинофестивальв Мюнхене (2005) — приз «Единое будущее»
- Международный кинофестиваль славянских и православных народов «Золотой Витязь» (2005) — Диплом I степени
- Кинофестиваль «Сталкер» — приз за драматургию имени Валерия Фрида, Приз Фонда ЮНИСЕФ (2005)
- Открытый фестиваль кино «Киношок» в Анапе (2005) — лучшая картина в детском конкурсе
- Премия «Ника» в номинации «Открытие года» (2006)
- Фестиваль «Балтийские дебюты» в Светлогорске — Гран-при (2005)
- Международный фестиваль кинематографических дебютов «Дух огня» (2005) — приз зрительских симпатий

#### Фильм «Адмиралъ»
- Кинопремия «Золотой орёл» (2009) — номинация «Лучший фильм»
- Кинонаграды «MTV Россия»(2009) — победитель в номинации «Лучший фильм»
- Национальная телевизионная премия ТЭФИ (2010) — победитель в номинации «Режиссёр телевизионного художественного фильма/сериала», номинация «Телевизионный художественный сериал»